# Henri Van Dievoet

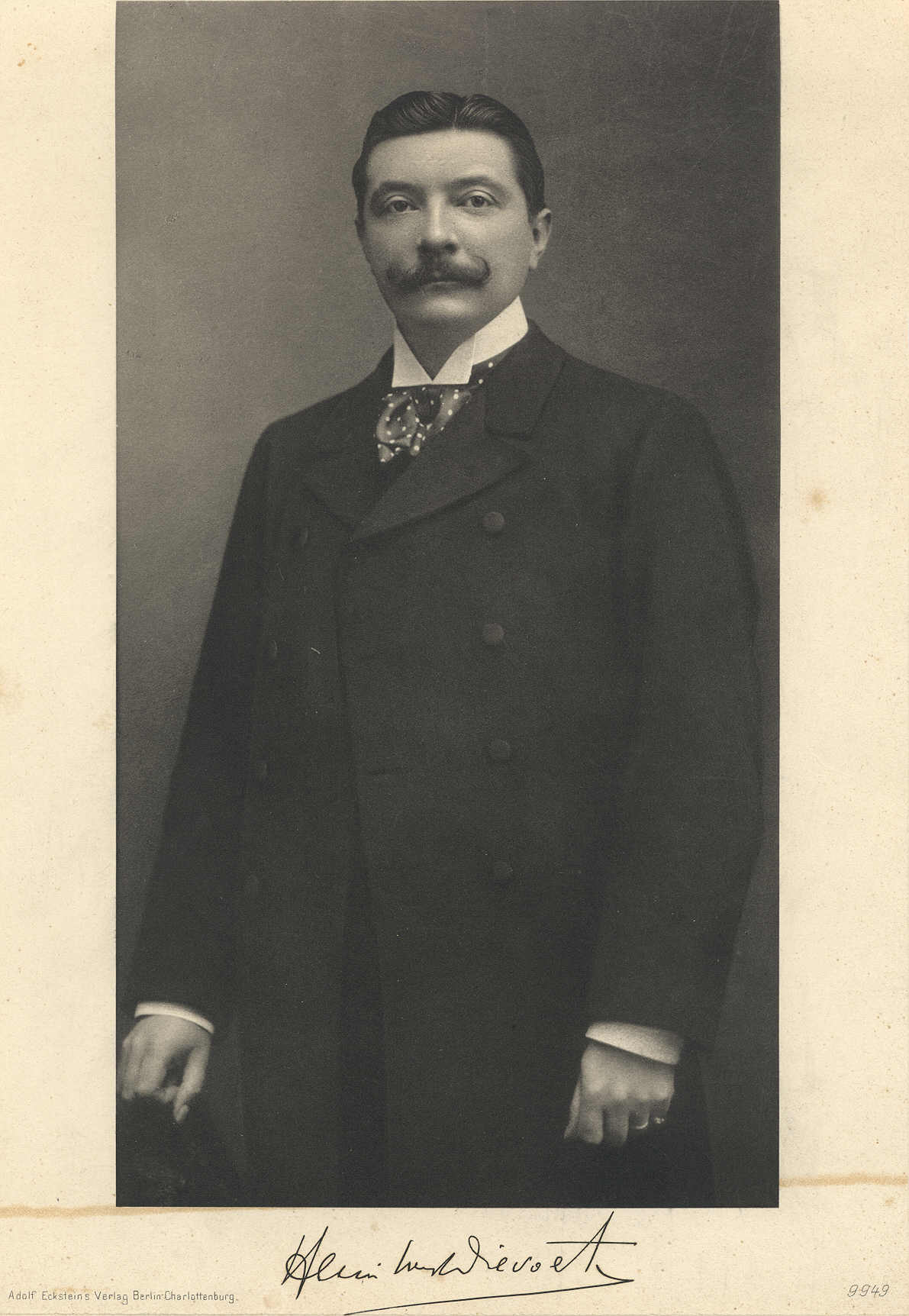
Henri van Dievoet

Henri Van Dievoet (Bruselas, 19 de enero de 1869- ibidem, 24 de abril de 1931) fue un arquitecto belga. Entre sus obras destaca el Hotel Astoria de Bruselas.

## Biografía
Pertenecía a una famosa familia nobiliaria de Bruselas relacionada con el arte. Era sobrino de Joseph Poelaert, su hermano Gabriel era decorador y  su hija Germaine fue nadadora.
De 1884 a 1892 asistió a la Academia Real de Bellas Artes de Bruselas, y además también se formó con el arquitecto Ernest Acker, quien fue además testigo de su boda.